# Joy Jacqueline Pereira
Joy Jacqueline Pereira (* 1965) ist eine malaysische Geowissenschaftlerin. Sie ist Professorin im Bereich Katastrophenverhütung an der Nationalen Universität Malaysia.

## Leben
Pereira erwarb 1989 von der Nationalen Universität Malaysia einen Abschluss als Bachelor of Science, 1991 von der University of Leicester einen Abschluss als Master of Science und 1996 von der Universität Malaya einen Doktorgrad.

## Wirken
Pereiras Forschung umfasst die Verringerung von Katastrophenrisiken, die Anpassung an den Klimawandel und die Bewirtschaftung von Bodenschätzen für eine nachhaltige Entwicklung mit einem Fokus auf der Verknüpfung von Wissenschaft und Politik. Im Jahr 2009 leitete Pereira eine Gruppe zur Entwicklung der nationale Klimaschutzpolitik von Malaysia im Auftrag des Umweltministeriums. Sie entwickelte außerdem den Nationalen Aktionsplan zur Verringerung von Katastrophenrisiken.
Pereira ist u. a. eine der Verfasserinnen des Fünften Sachstandsberichts des IPCC (2014) und reviewte ein Kapitel im Sonderbericht 1,5 °C globale Erwärmung des IPCC (2018).

## Veröffentlichungen (Auswahl)
- R. A. Begum, C. Siwar, J. J. Pereira und A. H. Jaafar: Attitude and behavioral factors in waste management in the construction industry of Malaysia. In: Resources, Conservation and Recycling. Band 53, Nr. 6, 2009, S. 321–328.
- I. Burton u. a.: Managing the risks: international level and integration across scales. In: Managing the Risks of Extreme Events and Disasters to Advance Climate Change Adaptation: Special Report of the Intergovernmental Panel on Climate Change. Cambridge University Press, 2012.